# John P. Metcalfe
John P. Metcalfe (Australia, 3 de febrero de 1912-16 de enero de 1994) fue un atleta australiano, especialista en la prueba de triple salto en la que llegó a ser medallista de bronce olímpico en 1936.

## Carrera deportiva
En los JJ. OO. de Berlín 1936 ganó la medalla de bronce en el triple salto, con un salto de 15.50 metros, siendo superado por los japoneses Naoto Tajima (oro con 16.00 metros) y Masao Harada (plata con 15.66 metros).